# 노준의

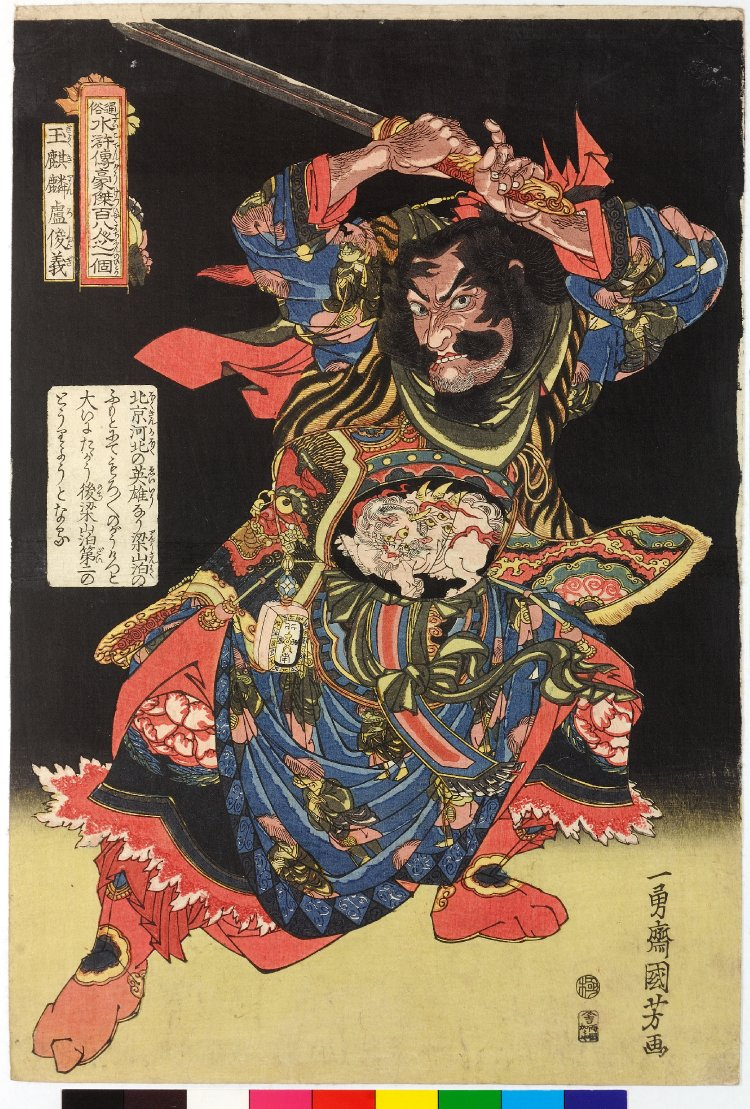
우타가와 구니요시가 그린 노준의 우키요에

노준의(중국어 정체자: 盧俊義 루쥔이[*])는 중국의 사대기서 중 하나인 《수호전》에 등장하는 인물로, 108성 중 2위이자 천강성(天罡星)의 천강성에 해당한다. 별호는 옥기린(玉麒麟)으로 풍채·인격·기품을 갖춘 데서 유래했다.
원래 북경대명부의 대부호로 연청의 주인. 무기는 곤법(봉술, 장술)이 뛰어나 점강창·박도 등을 사용하였고 '하북의 삼절'로 불리는 호걸이었다. 전투에서는 송강의 본군에 대해 별동대 지휘관이 되는 경우가 많다. 노원외(盧員外) 등으로도 불린다.
첫 등장은 60회로 상당히 늦었고, 특히 중국에서 널리 유포된 김성탄의 수호전 70회 본에서는 별다른 활약을 하지 못한 채 끝났다. 또 인품이 뛰어나다고 설명하면서 작중에서는 자기중심적이고 완강하고 사리에 어두운 성격이 돋보이는 인물이며 김성탄도 어리석은 부호로 묘사되고 있다고 평한다.

## 생애
조개 사후 송강은 양산박을 이끄는 데 의지할 만한 인물을 찾고 있었다. 그러던 중 북경 대명부에 옥기린이라 불리는 노준의라는 대부호가 있다는 것을 알게 되자 군사 오용에게 노준의가 양산박에 올수있게하도록 명한다. 오용은 점쟁이로 변장해 북경 대명부의 노준의 저택에 잠입한다. '동남쪽(양산박이 있는 쪽)으로 여행하는 것이 좋다'는 오용의 예언을 믿었던 노준의는 아내 가씨와 심복 연청을 집에 놔두고 하인의 우두머리인 이고를 데리고 여행을 떠난다.
양산박 부근에서 양산박군에게 유인되어 붙잡힌 노준의는 양산박에서 성대한 잔치로 환영받고 수령 송강으로부터 수령의 자리를 물려받기를 요청받는다. 노준의는 수령 자리는 고사했지만 이들과 의기투합해 밤마다 연회에서 환대를 받았다. 그러나 여행이 길어질 것을 걱정해 이고를 먼저 북경대명부로 돌려보내고 계속 양산박에 머물며 50일이나 머물렀다. 마침내 작별인사를 하고 북경대명부로 돌아오니 연청은 부랑자가 되어있고, 연청은 먼저 돌아온 이고가 노준의의 부인인 가씨와 밀통해 가게를 빼앗았다고 한다. 웃으며 연청의 말을 믿지 않은 노준의는 그대로 귀가하지만 연청의 말은 진실이였고 노준의는 양산박과 내통한 죄로 체포됐다. 노준의는 유배형으로 결정되었지만 이고가 손을써 참수관리인 채복과 호송관리에게 노준의를 살해해달라는 청탁으로 뇌물을 주었다. 호송 도중 연청의 도움을 받지만 곧 다시 붙잡혀 북경대명부로 돌아가 이번에는 사형 판결이 난다. 형장에서 양산박에서 파견된 석수가 구출에 실패하고 함께 감옥에 감금되자 양산박에서 세 차례나 되는 북경대명부 공략군이 파견되었고 마침내 구출되어 자신을 배신한 이고와 아내 가씨 등도 양산박이 붙잡고 그 사태를 양산박에 맡기고 연청과 함께 양산박으로 들어갔다.
전 수령 조개의 원수인 증두시 사문공(조개는 죽음에 임해 자신의 원수를 갚은 자를 다음 수령으로 지명했었다)을 죽인 공도 있어 송강으로부터 다시 수령 자리를 권유받았으나 노준의는 고사했다. 두 사람의 양보에 결론이 나지 않자 동평부와 동창부를 공격하여 일찍 승리한 쪽을 수령으로 삼게 되었다. 노준의에게는 오용·공손승 등 군사가 붙어 동창부를 맡았으나 적측 맹장 장청의 기세를 멈추지 못하였고 그동안 먼저 동평부를 공략한 송강이 합류하여 비로소 동창부가 함락되었다. 여후 송강을 수령, 노준의를 부수령으로 하는 양산박 체제가 완성되었다.
100회본, 120회본에서는 이후 양산박은 조정으로 귀순하여 송나라를 거스르는 각지 세력의 토벌이 이루어지고, 노준의는 양산박군의 부장으로서 수많은 싸움에서 장수들을 이끌고 활약을 한다. 마지막으로 엄청난 희생을 수반한 방랍정벌 후 수도 개봉으로 돌아오는 길에 연청이 노준의에게 작별 인사를 한다. 노준의는 앞으로 상을 받는데 왜 그러냐고 의아해하지만 연청은 양산박군의 말로를 걱정하고 전 주인 노준의에게도 같이 가기를 권유하지만 노준의는 받아들이지 않았다. 나주 안무사 병마부총감에 임명되어 임지로 향했던 노준의였지만 연청의 예언은 적중하여 모반 혐의를 받고 초청된 황제와의 오찬에서 간신들이 노준의의 음식에 수은을 넣는다. 임지로 귀환하던 중 수은 중독으로 인한 허리 통증으로 말을 타지 못해 배를 타고 가지만 계속된 통증으로 배에서 발을 헛디뎌 회하강에 빠져 익사하였다.
70회본에서는 108인의 집합 후 양산박 호걸들이 모두 사로잡혀 참수당하는 노준의의 꿈으로 이야기가 종결된다.

## 여담
노준의는 《수호전》의 원형으로 알려진 《대송선화유사》에서는 '이진의(李進義)'라는 이름으로 등장한다. 동료였던 양지를 구해 태행산에 틀어박혀 있다가 나중에 양산박에 합류한다. 완성된 수호전 이야기와는 전혀 다른 역할을 하고 있다.

## 대중 문화
영상 매체에서 노준의를 연기한 배우는 다음과 같다.
- 탄바 테츠로: 영화 《수호전》(1972)
- 야마무라 소: 드라마 《수호전》(1973)
- 딩루쥔: 드라마 《수호》(1983)
- 왕후이춘: 영화 《낭자연청》(1984)
- 왕웨이궈: 드라마 《수호전》(1998)
- 왕젠신: 드라마  《수호전》(2011)
- 마징타오: 영화 《옥기린노준의》(2013)
- 쌍웨이린: 영화 《노준의생금사문공》(2015)